# Ikos (Cypr)
Ikos (gr. Οίκος) – wieś w Republice Cypryjskiej, w dystrykcie Nikozja. W 2011 roku liczyła 158 mieszkańców.